# Ulrieke Ruwisch
Ulrieke Ruwisch (* 15. September 1958 in Groningen) ist eine deutsche Autorin, Lektorin, Journalistin, Dozentin und Übersetzerin.

## Leben
Nach dem Studium der Germanistik, Philosophie, Kunstgeschichte und Publizistik arbeitete sie zunächst als Lektorin in den Bereichen Kinder- und Jugendbuch, Belletristik, Sachbuch und Hörbuch sowie in einem Theaterverlag. Daneben war sie als Journalistin für Printmedien und Hörfunk und als Übersetzerin tätig. Seit 1998 ist sie freiberufliche Autorin.
Ulrieke Ruwisch veröffentlichte seither vornehmlich Kinder- und Jugendliteratur, aber auch Gedichte, Glossen und Essays für ein erwachsenes Lesepublikum. Ihrer Gedichte sind auch ins Polnische übersetzt worden.
Ruwisch ist Mitglied im PEN-Zentrum Deutschland, im Verband deutschsprachiger Übersetzer literarischer und wissenschaftlicher Werke, VdÜ, im Verband deutscher Schriftsteller in ver.di, VS, und bei der Europäischen Autorenvereinigung Die Kogge. Sie lebt in München.

## Werke

### Kinderbücher
- Erst taut der Schnee, dann wächst der Klee. Patmos, 1990
- Unser Charly – Die Tierschmugglerbande. Egmont VGS, 2000
  - Unser Charly – Affiges Allerlei. Egmont VGS, 2000
  - Unser Charly – Alles bananig. Egmont VGS, 2000
  - Unser Charly – Wirbel in der Horde. Egmont VGS, 2000
- Underground – Der Pferdeschreck. Omnibus = cbj - Random House, 2003
- Pferdegeschichten. Ravensburger, 2004
- Der Detektiv-Klub – Gefährliche Botschaften. Carl Bertelsmann Jugendbuch cbj - Random House 2004
- Eine Schultüte voller Wunder. Carlsen Verlag, Hamburg 2007
- Erst ich ein Stück, dann du – Sachgeschichten & Sachwissen: Pferde und Ponys. Carl Bertelsmann Jugendbuch cbj - Random House, 2010
- Erst ich ein Stück, dann du – Ein Pony wie Hummel. Carl Bertelsmann Jugendbuch cbj - Random House, 2014

### Jugendbücher
- Herzknittern. Verlage: Kerle, 1999; Arena Verlag, 2001; Ravensburger, 2006
- Amanda – Sonnenbrand auf Wolke sieben. Aare, 2001; Allitera, 2012
- Fabrixx – Zwischen Himmel und Erde. Egmont VGS, 2001
  - Fabrixx – Liebe oder Freundschaft? Egmont VGS, 2001
  - Fabrixx – Erster Kuss und Schluss? Egmont VGS, 2001
- Toller Hecht gesucht. Ravensburger, 2002
- Flip oder Flop. Arena, 2004
- Traumboy abzugeben. Ravensburger, 2004
- Dressed to kill – Aufgedonnert. Langenscheidt 2006; wieder 2011
- Likes sind dein Leben. Carlsen, 2015

### Für Erwachsene
- Das Häusle. In: Stuttgarter Schriftstellerhaus 1983–2003, Almanach 5. Edition Schlack, Stuttgart 2003
- Im Dornengarten. Gedichte. Allitera Verlag 2005
- Alpha, Beta, Gamma. Glosse. In: Der Jaguar im Spiegel. Ein KOGGE-Lesebuch. Hrsg. Charlotte Ueckert, Manfred Chobot. Vorw. Uli Rothfuss. Pop Verlag, Ludwigsburg 2010

### Übersetzungen
- Robert Ingpen: Teddybären unter sich. Coppenrath Verlag, 1988; Bohem Press, Münster 2011
- (zusammen mit Wulf Berger) Nelson DeMille, Thomas Block: Mayday. Goldmann Verlag, München 1998
- James Riordan, Hg.: Halbzeit. Ravensburger, 2000
- Trevor Wilson: Go for Gold. Ravensburger, 2000
- Stephen Coonts: Nachteis. Blanvalet Verlag Random House, 2000
- Mike Stocks (Hrsg.): Nebel über London. Ravensburger, 2000
- Mike Stocks (Hrsg.): An der Themse um Mitternacht. Ravensburger, 2001
- Meshack Asare: Als Sosu sein Dorf rettete. Bombus, München 2003
- M. Scott Peck: Die kleine Schneeflocke. Bombus, München 2004